# Ren et Stimpy : L'Invention de Stimpy
Ren et Stimpy : L'Invention de Stimpy est un jeu vidéo d'aventure sorti en 1993 sur Mega Drive. Le jeu a été développé par BlueSky Software et édité par Sega. Il est basé sur le dessin animé Ren et Stimpy.